# 사탕수수두꺼비

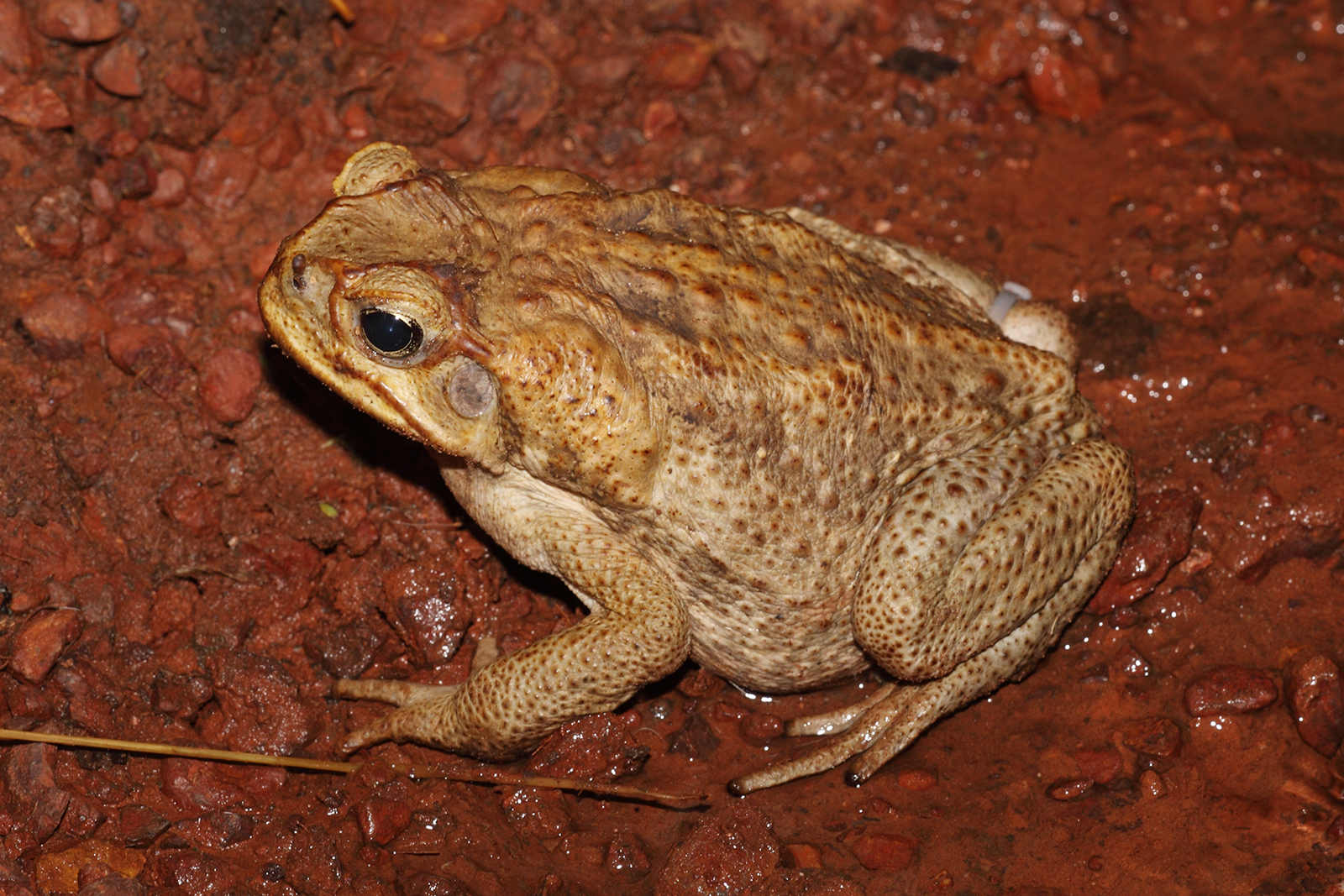
암컷

사탕수수두꺼비는 두꺼비과의 양서류이다. 평균 몸길이는 10~15cm이다. 사탕수수두꺼비는 독샘이 있으며, 올챙이는 섭취하면 동물에게 매우 유독하다. 독성이 매우 강해서 악어도 죽일만큼 맹독성이다.